# Carolina (gemeente)
Carolina is een van de 78 gemeenten (municipio) in de vrijstaat Puerto Rico.
De gemeente heeft een landoppervlakte van 117 km² en telt 186.076 inwoners (volkstelling 2000).

## Plaatsen
- Carolina